# Kančí maso

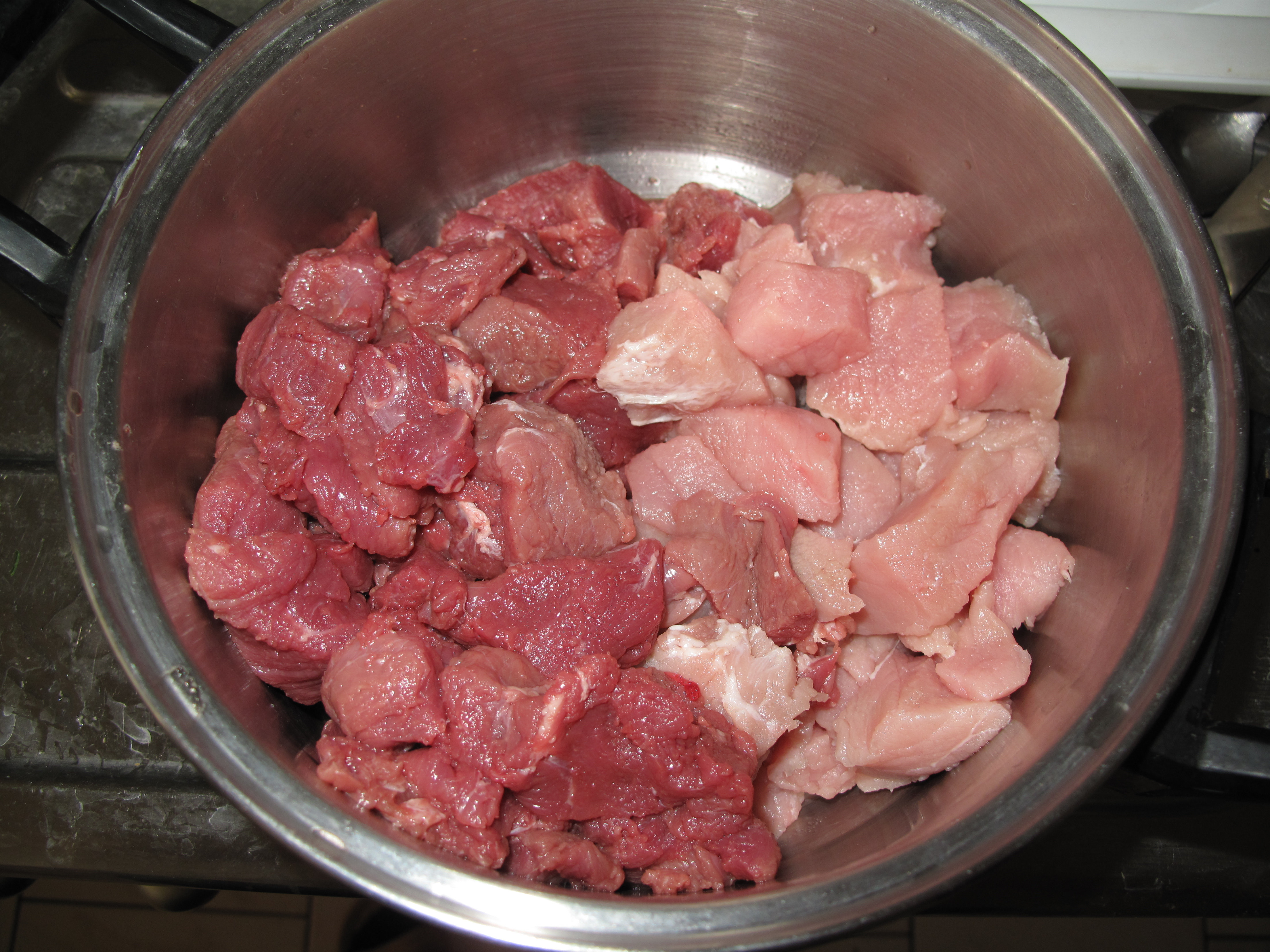
Kančí (vlevo) a vepřové (vpravo) maso

Kančí maso je maso pocházející z prasete divokého (Sus scrofa) a řadí se mezi zvěřinu. Kančí maso je tmavě červené a je popisováno jako velmi šťavnaté a aromatické. Více ceněno je maso mladých jedinců a selat z volné přírody, před masem zvířat chovaných v zajetí či masem starších zvířat, protože čím je zvíře mladší, tím je jeho maso křehčí. Maso starších zvířat musí být dva až tři dny zavěšeno a naloženo. Maso z mladých divočáků se může připravovat obdobným způsobem jako vepřové maso.

## Charakteristika
Maso je tmavě červené, u mladých jedinců růžové a texturou se podobá vepřovému masu. Je velmi šťavnaté a aromatické. Oproti vepřovému masu je však libovější a výživnější.

## Rizika konzumace kančího masa
Maso prasete divokého může být napadeno svalovcem stočeným (Trichinella spiralis), který způsobuje onemocnění zvané trichinelóza. Maso také může vykazovat určitou míru radioaktivity. Proto je například v Německu před spotřebou kančího masa vyžadován test na přítomnost svalovce a také se měří jeho radioaktivita (povolený limit je do 600 Bq).